# ليليام جي أم بي أتش
ليليام جي أم بي أتش هي شركة ألمانية تقوم بتطوير طائرات كهربائية قادرة على الإقلاع والهبوط العمودي.تأسست الشركة في 2015م.